# Timo Utermark
Timo Utermark ist ein deutscher Jurist und  Landesdatenschutzbeauftragter der Freien Hansestadt Bremen. 

## Berufliche Tätigkeit
Utermark studierte von 1996 bis 2000 Rechtswissenschaft an der Universität Hamburg. Danach war er von 2001 bis 2004 als  wissenschaftlicher Mitarbeiter am Seminar für Römisches Recht und Vergleichende Rechtsgeschichte der Universität Hamburg tätig. 
2005 promovierte er zum Dr. iur. mit einer Dissertation zum Thema Rechtsgeschichte und Rechtsvergleichung bei Ernst Rabel.
In der Senatskanzlei Bremen war Utermark Referatsleiter für Medienpolitik und Medienrecht.
Am 14. November 2024 wurde er als Nachfolger von Imke Sommer zum Landesdatenschutzbeauftragten der Freien Hansestadt Bremen gewählt und trat das Amt mit wirksam werden seiner Ernennung am 13. Dezember 2024 an.

## Sonstiges
Utermark ist Lehrbeauftragter für Rechtswissenschaften an der Hochschule Bremen.
Er ist Mitglied in der SPD Bremen.